# Arctia americana
Arctia americana är en fjärilsart som beskrevs av Harris 1841. Arctia americana ingår i släktet Arctia och familjen björnspinnare. Inga underarter finns listade i Catalogue of Life.